# Булкин, Анатолий Дмитриевич
Анатолий Дмитриевич Булкин (1922—1996) — советский физик, специалист по полупроводникам, лауреат Ленинской премии 1966 года.

## Биография
Родился в 1922 году в городе Судиславле Костромской области.
В 1941—1949 служил в РККА. Участник Великой Отечественной войны с 26.02.1944 (1-й Украинский фронт). Штурман самолёта Пе-2, мл. лейтенант. Награждён орденами Красного Знамени (30.04.1945) и Отечественной войны II степени (20.05.1945).
В 1949—1953 на советской работе в западных областях Украины.
В 1958 г. окончил физмат Черновицкого университета. В 1958—1962 и 1965—1966 работал на саранском заводе «Электровыпрямитель» — мастер, технолог участка, начальник цеха, начальник СКБ. В 1962—1965 начальник отдела, с 1966 г. зам. директора, с 1968 директор Мордовского научно-исследовательского электротехнического института.
В 1966 г. присуждена Ленинская премия — за исследование сложных структур с p—n переходами, разработку технологии изготовления и внедрение в серийное производство силовых кремниевых вентилей.
Кандидат технических наук. С конца 1960-х гг. преподавал в Мордовском университете, в 1977—1982 зав. кафедрой микроэлектроники.
Книга: Технология и оборудование производства силовых полупроводниковых приборов [Текст] : учеб. для техникумов / А. Д. Булкин, Н. И. Якивчик. — М. : Энергоатомиздат, 1984. — 256 с. : ил., табл. — Библиогр.: с. 249. — (в пер.) :